# Presto (Bolivien)
Presto ist eine Ortschaft im Departamento Chuquisaca im südamerikanischen Andenstaat Bolivien.

## Lage
Presto ist der zentrale Ort des Municipio Presto in der Provinz Jaime Zudáñez und liegt auf einer Höhe von 2465 m. Die Ortschaft liegt an der Mündung des Río San José de Toca in den Río Presto, der wiederum 37 km weiter flussabwärts in den Río Grande mündet. Die nord-südlich verlaufenden Bergrücken rings um Presto erreichen Höhen von bis zu über 3200 m.

## Geographie
Presto liegt im südlichen Teil der Gebirgskette der Cordillera Central im Übergangsbereich zum bolivianischen Tiefland. Die Region weist ein typisches Tageszeitenklima auf, bei dem die Temperaturschwankungen im Tagesverlauf stärker ausfallen als die durchschnittlichen Temperaturschwankungen im Jahresverlauf.
Die mittlere Durchschnittstemperatur der Region liegt bei etwa 18 °C (siehe Klimadiagramm Icla), sie liegt bei milden 15 °C im Juni und Juli und erreicht etwa 20 °C von Oktober bis März. Der Jahresniederschlag beträgt knapp 600 mm, bei einer ausgeprägten Trockenzeit von Mai bis August mit Monatsniederschlägen unter 10 mm, und einer Feuchtezeit von Dezember bis Februar mit 100 bis 120 mm Monatsniederschlag.

## Verkehrsnetz
Presto liegt in einer Entfernung von 101 Straßenkilometern nordöstlich von Sucre, der Hauptstadt Boliviens und des Departamentos.
Von Sucre aus nach Osten führt die 976 Kilometer lange Nationalstraße Ruta 6, die Sucre mit dem bolivianischen Tiefland verbindet, und erreicht die Stadt Tarabuco nach 67 Kilometern. Von Tarabuco aus führt dann eine Landstraße in nördlicher Richtung bis zu der Ortschaft Presto und von dort weiter nach Pasopaya, dem zentralen Ort des Kanton Pasopaya im nördlichen Teil des Municipios.

## Bevölkerung
Die Einwohnerzahl der Ortschaft ist in den vergangenen beiden Jahrzehnten auf ein Mehrfaches angestiegen:
| Jahr | Einwohner | Quelle       |
| ---- | --------- | ------------ |
| 1992 | 463       | Volkszählung |
| 2001 | 793       | Volkszählung |
| 2012 | 2908      | Volkszählung |
| 2024 |           | Volkszählung |

Die Region weist einen hohen Anteil an Quechua-Bevölkerung auf, im Municipio Presto sprechen 99,2 Prozent der Bevölkerung Quechua.